# 砂拉越共产主义叛乱
1962年—1990年，砂拉越共產主義叛亂發生在馬來西亞，涉及北加里曼丹共產黨和馬來西亞政府。它是冷戰期間挑戰前英國殖民地馬來西亞的兩次共產主義叛亂之一。與早期的馬來亞緊急狀態一樣，砂拉越共產黨叛亂分子主要是華裔，他們反對英國對砂拉越的統治，後來反對將該州合併為新成立的馬來西亞聯邦。 叛亂是由1962年汶萊叛亂引發的，該起義是由左翼汶萊人民黨煽動反對建立馬來西亞。
直到1965年，親西方的印尼独裁總統蘇哈托掌權並結束了與馬來西亞的對抗，砂拉越共產主義叛亂分子也得到了印度尼西亞的支持。在此期間，北加里曼丹共產黨的兩個主要軍事編隊成立：砂拉越人民游擊隊和北加里曼丹人民軍。對抗結束後，印度尼西亞軍隊將與馬來西亞合作，對他們的前盟友進行反叛亂行動。
北加里曼丹共產黨於1970年3月由砂拉越的幾個共产主义和左翼團體合併而成，包括砂拉越解放聯盟、砂拉越先進青年協會和北加里曼丹人民軍。為應對叛亂，馬來西亞聯邦政府於1965年在砂拉越第一師和第三師的古晉省-西連省公路沿線建立了幾個“控制區”。此外，砂拉越首席部長拉曼耶谷也設法說服許多共產主義叛亂分子在1973年至1974年間進入和平談判並放下武器。繼馬來西亞政府與馬來亞共產黨在1989年的合艾协议，剩餘的北加里曼丹共產黨叛亂分子於1990年10月17日簽署了和平協議，至此正式結束了叛亂。